# Viajes por mi tierra
Viajes por mi tierra (en portugués, Viagens na Minha Terra) es un libro de Almeida Garrett, obra en la que se mezclan el estilo de los viajes reales (el autor lo hizo de Lisboa a Santarém) y la narración novelesca en torno a Carlos, Frei Dinis y Joaninha. 

## Descripción
El libro, publicado en 1846, es el punto de partida de la moderna prosa portuguesa mediante la mezcla de estilos y géneros, de un lenguaje clásico y popular y, a veces, dramático con el periodismo, poniendo de relieve la vitalidad de las expresiones y las imágenes, así como el tono oral del narrador. 
Garrett pronunció el discurso de la tradición clásica, anticipando el de Eça de Queiroz. Pero la obra también es válida para el análisis del desarrollo político y social y el simbolismo.